# Puente del Batán (Colmenar Viejo)
El puente del Batán, también llamado puente Nuevo, está situado en el término municipal español de Colmenar Viejo, en la Comunidad de Madrid. Se levanta sobre el curso alto del río Manzanares, junto al kilómetro 39 de la carretera M-607, que comunica la citada localidad con Cerceda (El Boalo). Existe un desvío señalizado desde esta vía que permite el acceso directo a esta obra de ingeniería, enclavada en pleno Parque Regional de la Cuenca Alta del Manzanares.

## Historia

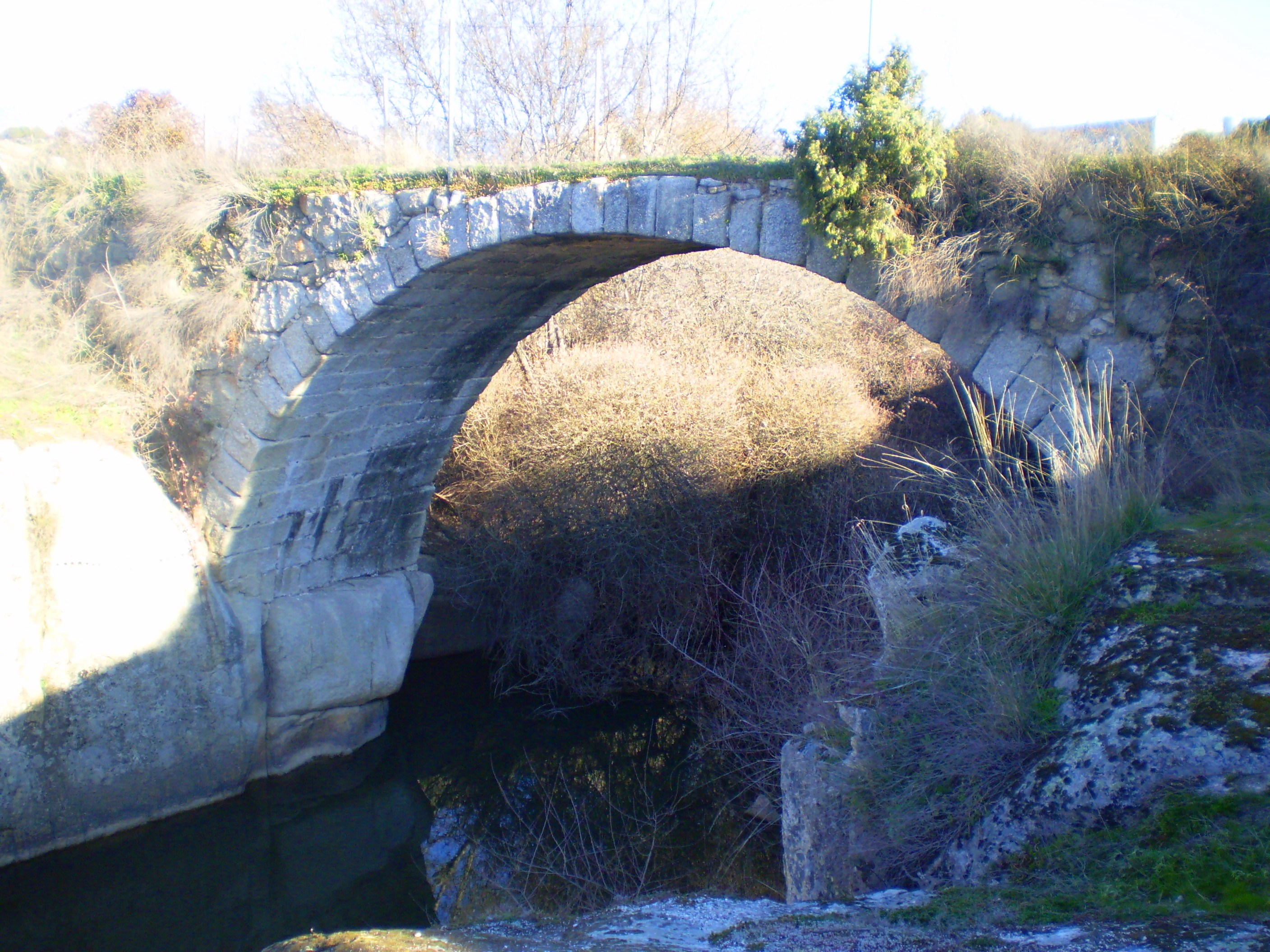
Vista del puente, desde la margen izquierda del río.

A pesar de que la tradición le atribuye un origen romano, el puente fue erigido en la Edad Media. Toma su nombre de un antiguo batán existente aguas arriba, si bien en el siglo XVI comenzó a ser conocido también como puente Nuevo. Es probable que recibiera esta denominación después de alguna remodelación, tras una posible riada.
Se tiene constancia de otras crecidas del río, como la ocurrida en septiembre de 1680, que obligó a su reconstrucción en diciembre de 1681.
Por el puente del Batán pasa un ramal de la Cañada Real segoviana, una vía pecuaria de aproximadamente 500 km, que une las actuales provincias de Burgos y Badajoz.

## Descripción

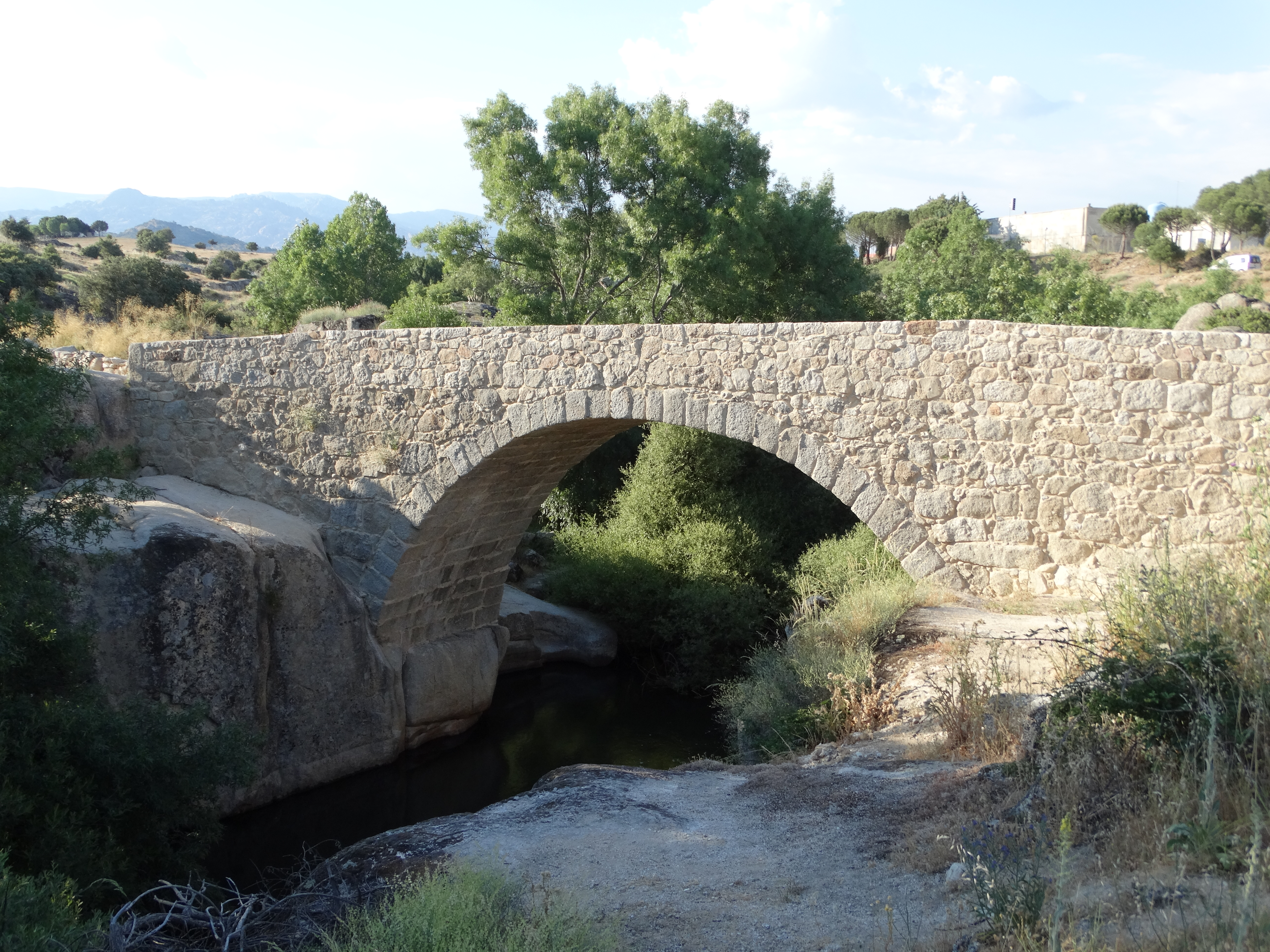
Rehabilitación del puente en 2014.

El puente, que salva una garganta del río, se cimienta directamente desde la roca. Consta de un único arco, de medio punto, de 10,5 m de luz y casi 4 m de ancho. Presenta un dovelado muy regular, construido enteramente en piedra de granito, material muy abundante en la zona.
En el siglo XX fueron instaladas unas alambradas, con el fin de proteger al viandante de posibles caídas al río.
Recientemente han terminado las obras de restauración del puente, junto con la restauración y consolidación del batán que existió a escasos metros, aguas arriba del río manzanares.
Fotos de la restauración efectuada en el año 2014.